# Vesuvius
För andra betydelser, se Vesuvius (olika betydelser).

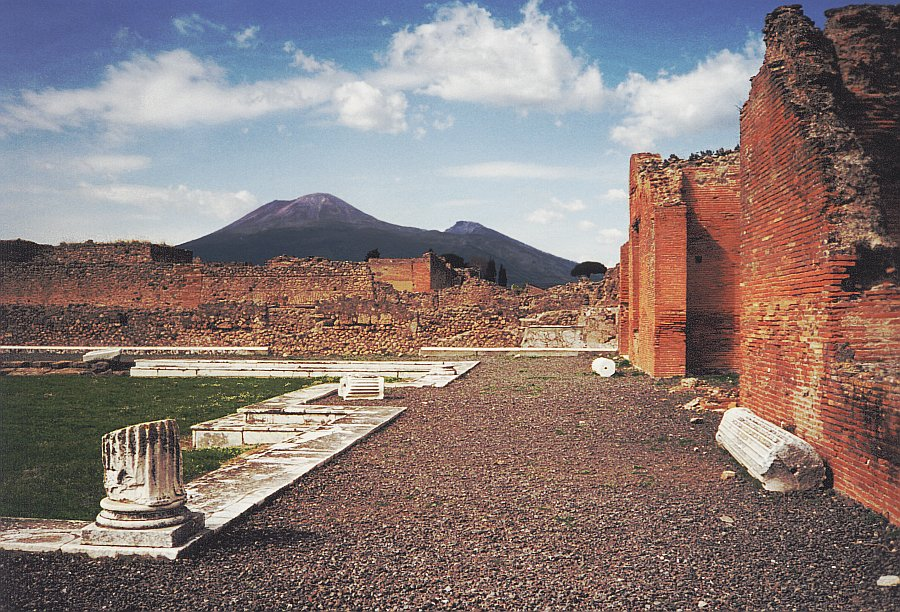
Panoramabild över vulkanen Vesuvius.

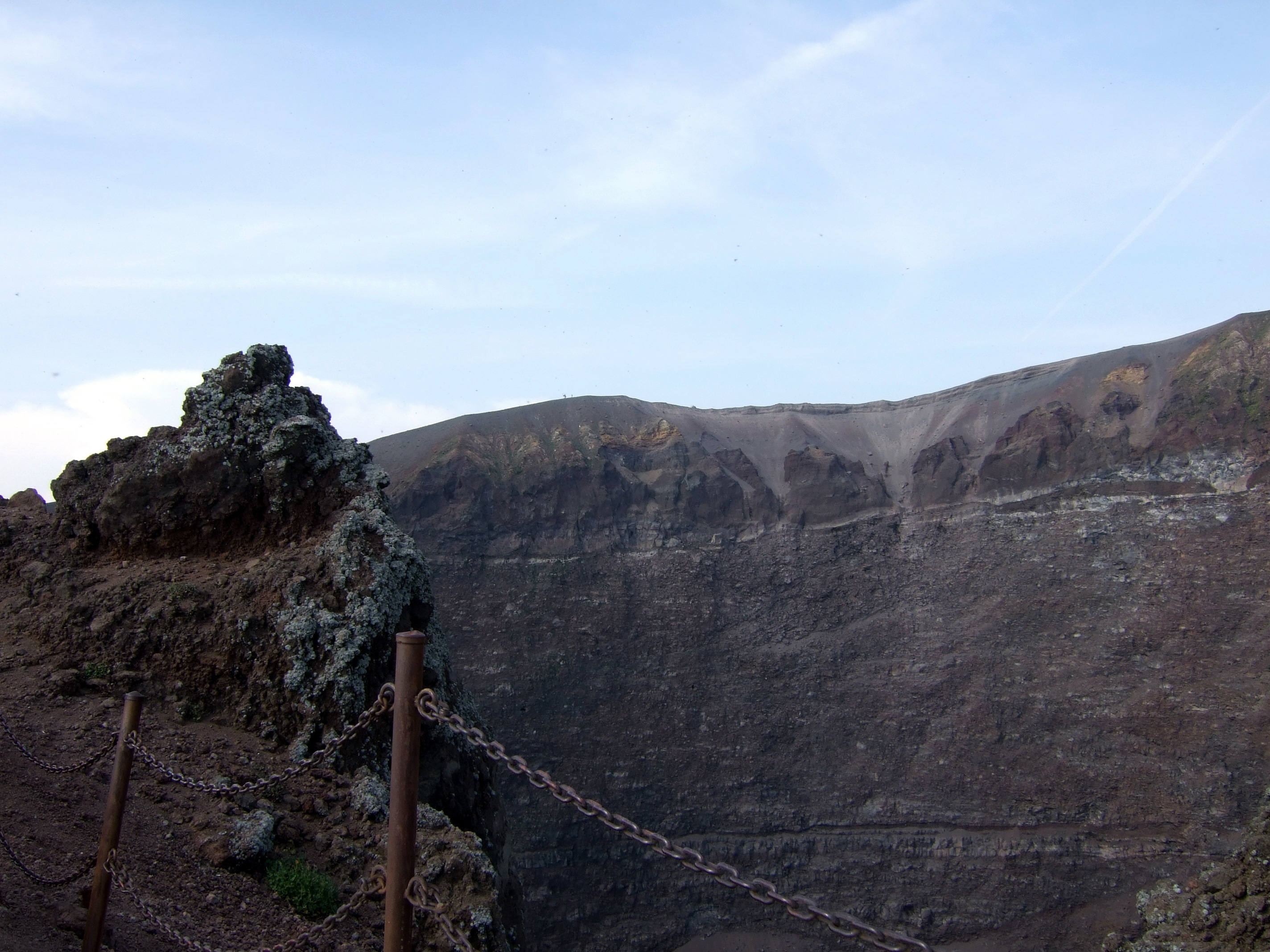
Vesuvius krater.

Vesuvius (italienska: Vesuvio) är ett berg och en vulkan i södra Italien. Det ligger 10 kilometer sydöst om Neapel och sträcker sig till 1 281 meters höjd över havet. Vesuvius klassificeras som en stratovulkan och är fortfarande aktiv. År 79 e.Kr. ödelade ett utbrott Pompeji, Herculaneum, Stabiae och flera andra städer.

## Historia

### Utbrott
Vesuvius har haft en hög förekomst av vulkanutbrott, även om lång tid förflyter mellan utbrotten.
Man har bland annat hittat spår efter ett mycket omfattande utbrott för ungefär 3 800 år sedan. En uppskattning är att det utbrottet var mångdubbelt svårare än det kända utbrottet 79 e.Kr.; bland annat ska kokande vatten ha forsat 25 kilometer nordväst om nuvarande Vesuvius, genom Neapel och vidare. Förödelsen ska ha varit enorm, och allt inom en radie av 12 kilometer kring Vesuvius blev förstört.
Det senaste utbrottet ägde rum 1944.

Vesuvius utbrott den 26 april 1872. Målning av den svenske arkitekten Herman Holmgren. Göteborgs konstmuseum.

### Undersökningar
Vesuviusobservatoriet ligger på bergets nordliga sluttning. Det har till uppgift att försöka förutsäga nästa vulkanutbrott.

## Geologi
Vesuvius är del av en subduktionszon mellan den afrikanska och den eurasiska kontinentalplattan. Den tillhör ett vulkaniskt band som sträcker sig från Monte Amiata nära Siena till Monte Vulture nära Potenza.
Berget, som i syd och väst gränsar mot Neapelbukten, har vid foten ett omfång av cirka 80 km och täcker en yta av 480 km². Toppen från före 79 e.Kr. störtade samman vid utbrottet och bildade en kaldera med 4 km i diameter. 
Calderan har därefter nästan fullständigt fyllts med material från senare utbrott, och bara den norra delen av kraterkanten finns kvar. Den står ungefär 200 meter över omgivningen och har i spetsen Punta Nasone en höjd av 1 132 meter. Mitt i calderan uppkom en ny vulkandel, Gran Cono, som idag är 1 281 meter hög. 
Vulkanens bas ligger ungefär 1 000 meter under havsytan.